# İpşiri Mustafa Paixà
İpşiri Mustafa Paşa (+ 1655) fou gran visir otomà membre de la tribu abkhàzia dels ipsil (que li va valdre el seu nom). Era parent d'Abaza Paixà, amb el qual es va criar.
Quan Abaza era governador d'Alep li va fer conferir el govern de Sandjak de Tars (1617). Va lluitar amb Abaza contra Murtada Pasha, i després va estar amb ell a Bòsnia i Belgrad durant la guerra contra Polònia (1633) i a Istanbul fins que Abaza fou executat el 24 d'agost de 1634.
Llavors fou admès al servei del palau i va ascendir i vers el 1640 a 1644 fou governador de Budin, Silistra, Marash, Van, Karaman i Temesvar. Va participar en la revolta de Derwix Mehmed Paixà el 1646 però fou perdonat i nomenat beglerbeg d'Anadolu, per ser considerat el més capacitat per ofegar les rebel·lions a la zona. El 1650 va introduir la discòrdia entre els drusos. Va evitar ser enviat a lluitar contra el seu amic Abaza Hasan, contra el que va anar l'antic bandit Katirdji Oghlu, que fou rebutjat (finalment Abaza es va sotmetre a canvi del títol de voivoda dels turcmans, però després fou empresonat).
Es va passar als djelalis i el 17 de setembre de 1651 va ocupar Ankara i es va estendre a Eskişehir. Projectava posar fi a la influència dels agha a la capital, afavorir els sipahis i sotmetre als drusos, coses que li van aportar un nombrós grup de partidaris. Finalment per un compromís fou nomenat governador d'Alep (1652) on va començar la seva tasca reformista amb el suport dels governador del territoris propers, però sense obtenir el suport del poble, a causa dels alts impostos; va refusar el suggeriment d'Istanbul de reduir les seves tropes.
Per aturar l'amenaça dels djelalis fou nomenat gran visir l'octubre de 1654 i el segell li fou enviat a Alep; llavors va publicar el seu programa de reformes i va anunciar que abans de tornar a Istanbul havia de resoldre els problemes de la frontera oriental. La Porta el va cridar repetidament i finalment va sortir d'Alep el desembre i durant el viatge per Anatòlia va distribuir diverses muktades o feus entre els seus partidaris; va nomenar també diversos càrrecs a llocs on el titular sovint havia comprat el govern i va al·legar que els seus nomenats eren més honestos; alguns governadors acusats de malversació foren fins i tot executats.
Al final de febrer de 1655 va arribar a Istanbul i va entrar a Palau i després d'una entrevista amb el sultà va quedar convençut que el seu nomenament no havia estat una manera d'atreure'l. Llavors es va casar amb Aixa, filla del sultà difunt Ibrahim I, i va començar a prendre mesures radicals.
Els sipahis, que no obtenien el que esperaven, es van aliar amb els geníssers. El 9 de maig de 1655 va esclatar una revolta dels geníssers i İpşiri fou capturat i executat l'endemà (10 de maig de 1655).

## Nota
1. ↑  probablement fill de la seva germana Naima, però també citat com a fill d'un oncle a l'Hadjibat al-djawani